# Let's Eat Grandma
 (août 2018).
Si vous disposez d'ouvrages ou d'articles de référence ou si vous connaissez des sites web de qualité traitant du thème abordé ici, merci de compléter l'article en donnant les références utiles à sa vérifiabilité et en les liant à la section « Notes et références ».
Let's Eat Grandma est un groupe britannique de art pop fondé à Norwich en 2013. Le nom du groupe Let's Eat Grandma peut être traduit "mangeons grand-mère". Les membres de ce duo qualifient leur musique de "sludge pop expérimentale" (sludge signifiant boue).

## Histoire
Rosa Walton et Jenny Hollingworth ont grandi à Norwich, une ville en Norfolk. Elles se sont rencontrées, la première fois en petite section quand elles avaient 4 ans et ont commencé à créer de la musique ensemble à l'âge de 13 ans.
Initialement, elles ont commencé à faire de la musique comme une activité ludique avec leurs premières chansons intitulées The Angry Chicken et Get That Leg Off the Banister.
Elles tirent le nom de leur groupe d'une plaisanterie grammaticale destinée à illustrer l'importance du placement de la virgule : "let's eat grandma" invite à manger la grand-mère, alors qu'avec une virgule "let's eat, grandma" invite simplement la grand-mère à manger.
[Quand ?]Elles sont devenues membres de la scène musicale locale de Norwich avant d'attirer l'attention du musicien Kiran Léonard, qui a fait connaitre leur œuvre à leur futur directeur.
Leur premier album, I, Gemini, sort sur le label Transgressive Records (en) le 17 juin 2016 en recevant les critiques positives par NME, The Guardian, Pitchfork et Q. Leur deuxième album "I'm All Ears" a joui d’une vaste reconnaissance de la part des critiques musicaux[réf. nécessaire], et a gagné le prix du Meilleur Album de l'Année aux Q Awards.

## Discographie

### Albums studio
- 2016 : I, Gemini
- 2018 : I'm All Ears
- 2022 : Two Ribbons